# 北野秋男
北野 秋男（きたの　あきお）は、日本の教育学者である。富山県出身である。
現在、日本大学文理学部教授。専門は教育制度学、アメリカ教育など。

## 来歴・人物
- 日本大学大学院文学研究科博士後期課程、日本大学助手、日本大学国際関係学部講師を経て、現職。
- 2002年3月　日本大学、　博士（教育学）論文の題は「アメリカ公教育思想形成の史的研究 : ボストンにおける公教育普及と教育統治」[1]。

## 専門分野
アメリカの学力問題を主として研究課題にしている。また、近年は日本の学力政策の調査にも取り組んでいる。

## 著書・論文

### 著書(単著)
- 『日米のテスト戦略―ハイステイクス・テスト導入の経緯と実態』(風間書房、2011年)
- 『アメリカ公教育思想形成の史的研究―ボストンにおける公教育普及と教育統治』(風間書房、2003年)